# Eigenmath
Eigenmath är ett fritt och enkelt datoralgebrasystem.